# Парламентская неприкосновенность
Парла́ментская неприкоснове́нность, также известная как депута́тская неприкоснове́нность, или парла́ментский иммуните́т — законодательная норма, при которой членам парламента или иного представительного или законодательного органа предоставляется частичный иммунитет от судебного и/или уголовного преследования, а также арестов, задержаний, обысков, любых иных принудительных мер, которые могли бы быть применены к обычному гражданину или подданному со стороны исполнительной власти. Перед открытием уголовного дела или принятием иных подобных мер исполнительным властям необходимо снять с депутата иммунитет. Как правило, это происходит либо после обращения следственных органов в сам парламент или через высшие судебные инстанции.
С понятием неприкосновенности тесно связан институт парламентской безответственности, подразумевающий, что член представительного или законодательного органа не должен нести ответственности за свои действия и высказывания. Часто эти два понятия объединяют.
Эта норма снижает вероятность оказания давления на члена парламента с целью изменить его голос из страха преследования со стороны исполнительной власти или частных лиц. Традиционно, парламентская неприкосновенность считается одним из важных достижений демократии. Однако, в то же время, представители ряда политических сил в различных странах подвергают парламентскую неприкосновенность критике, заявляя, что она способствует коррупции и злоупотреблениям со стороны депутатов.

## История
Единого юридического определения парламентской неприкосновенности не существует. Постольку, поскольку она привязана к законам конкретных стран, объём и состав защиты, предоставляемой депутатам рознится от страны к стране и может меняться по времени. Наиболее раннее применение этой нормы в части безответственности появилось в Великобритании как результат длительной эволюции парламента. Депутатская неприкосновенность как прямой иммунитет от действий исполнительной и судебной власти была внедрена в юридическую практику во Франции в период Великой французской революции.
Парламентская неприкосновенность в полной мере так и не стала универсальным и общепринятым механизмом защиты депутатов. Она ограничена в ряде скандинавских стран, где депутаты не лишены защиты от ответственности за свои высказывания. В современных Австрии, Индии и ряде других государств депутаты лишены специальной защиты от уголовного преследования.

## Обзор по странам

### Российская Федерация
В Российской Федерации статьей 98 Конституции РФ закреплена парламентская неприкосновенность членов Совета Федерации и Государственной Думы. Федеральным законом «О статусе члена Совета Федерации и депутата Государственной Думы», установлено, что неприкосновенность распространяется не только на личность депутата, но и на его жилье и офис, автомобиль, переписку и телефонные переговоры. Похожим образом защищается неприкосновенность депутатов региональных собраний.
Ограниченной формой неприкосновенности обладают в России и кандидаты в депутаты, официально выдвинувшие свою кандидатуру на выборах.
Известный прецедент её использования связан с основателем пирамиды МММ Сергеем Мавроди.
4 августа 1994 года Сергей Мавроди был арестован по обвинению в сокрытии доходов от возглавляемой им фирмы АОЗТ «Инвест-Консалтинг». Находясь в тюрьме, он зарегистрировался кандидатом в депутаты. В сентябре он был выдвинут в качестве кандидата в депутаты Государственной думы на дополнительных выборах в Мытищинском одномандатном округе, после чего из-за существовавшего несовершенного законодательства был выпущен на свободу. 30 октября 1994 года Мавроди был избран депутатом российского парламента. Избирательная кампания Мавроди была организована Ефимом Островским. Став депутатом, Сергей Мавроди написал официальное заявление об отказе от депутатской зарплаты и всех депутатских привилегий: льгот, дачи, служебной машины. Сергей Пантелеевич никогда не скрывал, что идёт в депутаты исключительно ради депутатской неприкосновенности. С момента избрания депутатом Государственной Думы Мавроди присутствовал лишь на одном её заседании. В 1995 году Госдума досрочно прекратила его полномочия, но не в связи со снятием иммунитета, а связи с занятиями коммерческой деятельностью, несовместимыми со статусом депутата.

#### Список депутатов Государственной Думы и членов Совета Федерации, с которых была снята неприкосновенность, или с которых её пытались снять
После принятия Конституции России 1993 года, депутатская неприкосновенность неоднократно снималась с законодателей. Ниже перечислены случаи снятия неприкосновенности у законодателей, избранных после принятия Конституции 1993 года, а также случаи, когда правоохранительные органы пытались это сделать, но не получали поддержки законодателей.
| Палата               | Депутат                                                                                    | Фракция                                                                                         | Дата                   | Причина | Последствия |
| -------------------- | ------------------------------------------------------------------------------------------ | ----------------------------------------------------------------------------------------------- | ---------------------- | --- | --- |
| Государственная Дума | Сергей Станкевич                                                                           | ПРЕС                                                                                            | 1994 год               | Обвинение в коррупции при проведении в 1992 году оперного фестиваля «Красная площадь приглашает», возбужденное уголовное дело.                                   | Госдума отказалась поддержать снятие неприкосновенности, уголовное дело было прекращено в июле 1999 года в связи с поправками в законодательство, ретроактивно, вплоть до 1994 года запретившими возбуждение уголовных дел на парламентариев без согласия парламента. |
| Государственная Дума | Вячеслав Марычев, Егор Гайдар и Сергей Юшенков                                             | ЛДПР, Выбор России, Выбор России соответственно                                                 | январь 1995 года       | Участие в несанкционированном митинге (претензия по административному правонарушению).                                                                           | Госдума отказалась снять неприкосновенность. |
| Государственная Дума | Сергей Скорочкин                                                                           | ЛДПР                                                                                            | 1 февраля 1995 года    | Обвинение в убийстве двух человек | Источники расходятся. В одних — отказ Госдумы, в других — не успели рассмотреть до того, как 2 февраля Скорочкин был похищен и убит. Это нужно уточнить. |
| Государственная Дума | Сергей Мавроди                                                                             | не входил во фракции? нужно уточнить                                                            | апрель 1995 года       | | Госдума отказалась снять неприкосновенность. |
| Государственная Дума | Сергей Мавроди                                                                             | не входил во фракции? нужно уточнить                                                            | 6 октября 1995 года    | | Нужно уточнить по источникам, было ли прекращение депутатских полномочий связано с требованием о снятии неприкосновенности |
| Государственная Дума | Надиршах Хачилаев                                                                          | Наш дом — Россия                                                                                | 18 сентября 1998       | Обвинение в силовом захвате здания Правительства Республики Дагестан                                                                                             | Хачилаев был объявлен в федеральный розыск, арестован в октябре 1999 года, в июне 2000 года был признан виновным в организации захвата заложников и незаконном хранении оружия и приговорён Верховным Судом Дагестана к 1,5 годам лишения свободы. Был освобожден в зале суда в связи с амнистией Государственной думы по случаю 55-летия Победы..                                                                                                   |
| Государственная Дума | Владимир Головлев                                                                          | СПС                                                                                             | 1 ноября 2001 года     | Обвинения в коррупционных схемах при приватизации | Неприкосновенность была снята частично. Головлев продолжил работу депутатом, но до окончания уголовного расследования был убит. |
| Государственная Дума | Владимир Жириновский, Алексей Островский, Игорь Лебедев, Сергей Абельцев и Андрей Савельев | ЛДПР, ЛДПР, ЛДПР, ЛДПР, Родина соответственно                                                   | май 2006 года          | драка в стенах Государственной Думы | Госдума отказалась снять неприкосновенность. |
| Государственная Дума | Евгений Ройзман и Павел Анохин                                                             | Независимые демократы (группа), Единая Россия                                                   | май 2007 года          | | Госдума отказалась снять неприкосновенность. |
| Государственная Дума | Валерий Драганов                                                                           | Единая Россия                                                                                   | 9 декабря 2008 года    | | Кассационная коллегия ВС заявила о наличии признаков преступления, Генпрокуратура отказалась запрашивать снятие неприкосновенности. |
| Государственная Дума | Ашот Егиазарян                                                                             | ЛДПР                                                                                            | 3 октября 2010 года    | Обвинение в мошенничестве | Госдума сняла неприкосновенность. |
| Государственная Дума | Владимир Бессонов                                                                          | КПРФ                                                                                            | 6 июля 2012 года       | Во время несанкционированного митинга 2 декабря 2011 года Бессонов ударил полицейского, пришедшего проверить законность выступления кандидата в депутаты Госдумы | Госдума сняла неприкосновенность; впоследствии Бессонов был амнистирован. |
| Государственная Дума | Дмитрий Гудков, Геннадий Гудков, Илья Пономарёв                                            | СР,СР,СР                                                                                        | 21 июня 2012 года      | Участие в оппозиционном митинге 6 мая, закончившегося столкновениями с силовиками                                                                                | Необязательное решение думской комиссии по этике (Дмитрий Гудков, Геннадий Гудков, Илья Пономарёв). Геннадий Гудков согласился извиниться, других последствий не было. |
| Государственная Дума | Геннадий Гудков                                                                            | СР                                                                                              | 14 сентября 2012 года  | Обвинение в занятиях коммерческой деятельностью | Лишён мандата, несмотря на это, в конце декабря 2012 года Конституционный суд РФ сохранил за ним неприкосновенность. |
| Государственная Дума | Алексей Кнышов                                                                             | Единая Россия                                                                                   | 24 октября 2012 года   | Генеральная прокуратура передала в Госдуму материалы о занятиях депутата коммерческой (уточнить) деятельностью.                                                  | Госдума сняла полномочия депутата по личному заявлению. |
| Государственная Дума | Константин Ширшов                                                                          | КПРФ                                                                                            | 13 февраля 2013 года   | Уголовное дело по обвинению в мошенничестве | Госдума сняла неприкосновенность. |
| Государственная Дума | Олег Михеев                                                                                | СР                                                                                              | 19 февраля 2013 года   | Уголовное дело по обвинению в мошенничестве и административное за публичную демонстрацию нацистской символики                                                    | Госдума сняла неприкосновенность. |
| Государственная Дума | Алексей Митрофанов                                                                         | СР                                                                                              | 10 июня 2014 года      | Обвинение в покушении на мошенничество. | Госдума сняла неприкосновенность. |
| Совет Федерации      | Константин Цыбко                                                                           | Сенатор СФ от Законодательного Собрания Челябинской области.                                    | 18 и 25 июня 2014 года | Обвинение в получении взятки в особо крупном размере. | На заседании 18 июня Совфед перенёс рассмотрение вопроса, на заседании 25 июня — снял неприкосновенность. |
| Государственная Дума | Николай Паршин                                                                             | КПРФ                                                                                            | 4 июля 2014 года       | Обвинении в соучастии в мошенничестве. | Госдума сняла неприкосновенность. |
| Государственная Дума | Илья Пономарёв                                                                             | СР                                                                                              | 7 апреля 2015          | Обвинения в растрате в Фонде «Сколково». | Госдума сняла неприкосновенность. Следственный Комитет России возбудил уголовное дело и, впоследствии, передал его в суд. 17 июня 2015 года выехавший за границу депутат был заочно арестован Московским городским судом и объявлен в международный розыск. 10 июня 2016 года Госдума лишила Пономарёва депутатского мандата за систематическое неисполнение своих обязанностей, в том числе прогул пленарных заседаний в течение более чем 30 дней. |
| Совет Федерации      | Рауф Арашуков                                                                              | Сенатор СФ от исполнительного органа государственной власти — правительства Карачаево-Черкесии. | 20 ноября 2018 года    | Обвинения в организации двух убийств, оказании давления на свидетеля и участии в ОПС.                                                                            | Совет Федерации снял неприкосновенность. По состоянию на 15.07.2021 дело Рауфа Арашукова и его отца Рауля было передано в Мосгорсуд, где его должны будут рассмотреть присяжные. |
| Государственная Дума | Вадим Белоусов                                                                             | СР                                                                                              | 6 декабря 2018 года    | Обвинение в получении взятки особо крупном размере. Впервые за всю историю рассмотрения аналогичных вопросов в Думе обсуждение шло в закрытом режиме.            | Госдума сняла неприкосновенность. По состоянию на 02.02.2021 судебный процесс над Белоусовым не был завершён. При этом суд оставил его на свободе, избрав в качестве меры пресечения подписку о невыезде. |
| Государственная Дума | Николай Герасименко                                                                        | Единая Россия                                                                                   | 24 ноября 2019 года    | Административная ответственность за дорожно-транспортное происшествие.                                                                                           | Госдума сняла неприкосновенность. 18.11.2019 Гагаринский районный суд рассмотрел дело по ст. 12.24 КоАП РФ (Нарушение Правил дорожного движения или правил эксплуатации транспортного средства, повлекшее причинение средней тяжести вреда здоровью потерпевшего) и постановил лишить Герасименко водительский прав на срок 1.5 года. |
| Государственная Дума | Валерий Рашкин                                                                             | КПРФ                                                                                            | 25 ноября 2021 года    | Уголовное дело о незаконной охоте Его задержали на основании юридического термина in flagranti.                                                                  | Госдума сняла неприкосновенность |
| Совет Федерации      | Савельев, Дмитрий Владимирович                                                             | Сенатор СФ от исполнительного органа власти Тульской области                                    | 2 августа 2024 года    | Уголовное дело о предполагаемой причастности к убийству | Совет Федерации снял неприкосновенность |

### Франция
Как безответственность за действия, которые осуществлялись в рамках полномочий депутатов, так и неприкосновенность от правосудия предусмотрены статьей 26 Конституции Франции. Неприкосновенность депутатов французского Парламента является частичной. Членов Парламента нельзя разыскивать, преследовать, судить или заключать в тюрьму за действия, которые они совершили в рамках своих парламентских обязанностей. В том числе они освобождены от судебного преследования за клевету, совершенную при исполнении ими своих функций, а именно во время выступлений и реплик на открытых заседаниях Парламента, предложения, поправки к законам, а также отчеты и другие действия, порученные парламентскими инстанциями. Однако, французская судебная практика, не распространяет этот иммунитет на интервью и иные выступления в СМИ и не включает отчеты, заказанные исполнительной властью, поскольку такие действия не относятся к обязанностям парламентария.
Безответственность не может быть снята с депутата, он, также, не может отказаться от неё по своей инициативе, в отношении действий, совершённых депутатом в период его полномочий, она продолжает действовать после их истечения.
Хотя члены французского парламента, тем не менее, могут нести ответственность за свои действия, совершенные ими как частными лицами. Депутаты могут быть арестованы или иным образом лишены свободы или столкнуться с иными ограничениями, налагаемыми судебными и правоохранительными органами только с разрешения комитета той палаты Парламента, в которую входит депутат. Это разрешение не требуется в случае грубого преступления (например, депутат был пойман с поличным) или в случае окончательного осуждения судом. Палата, членом которого является парламентарий, может выступить против любой такой меры на время парламентской сессии и заблокировать её.